# Rue du Sentier (Paris)
Pour les articles homonymes, voir Rue du Sentier.
La rue du Sentier  est une voie du 2e arrondissement de Paris. Elle donne son nom au quartier du Sentier.

## Origine du nom
Le nom de la rue du Sentier a une origine incertaine :
- Selon Jean de La Tynna « Elle doit son nom au sentier sur lequel on l'a alignée. Par altération on écrit dans plusieurs plans ; « rue du Chantier » , « rue du Centière », « rue du Centier ». »
- Les frères Lazare indiquent qu'« elle a remplacé dès le dix-septième siècle un sentier qui conduisait au rempart et que quelques plans la désignent sous le nom de « rue du Chantier ». »
- Jacques Hillairet précise « ce fut d'abord un sentier où un loup affamé serait venu au cours du dur hiver 1612-1613, puis une ruelle ayant pu desservir un chantier ».

## Historique

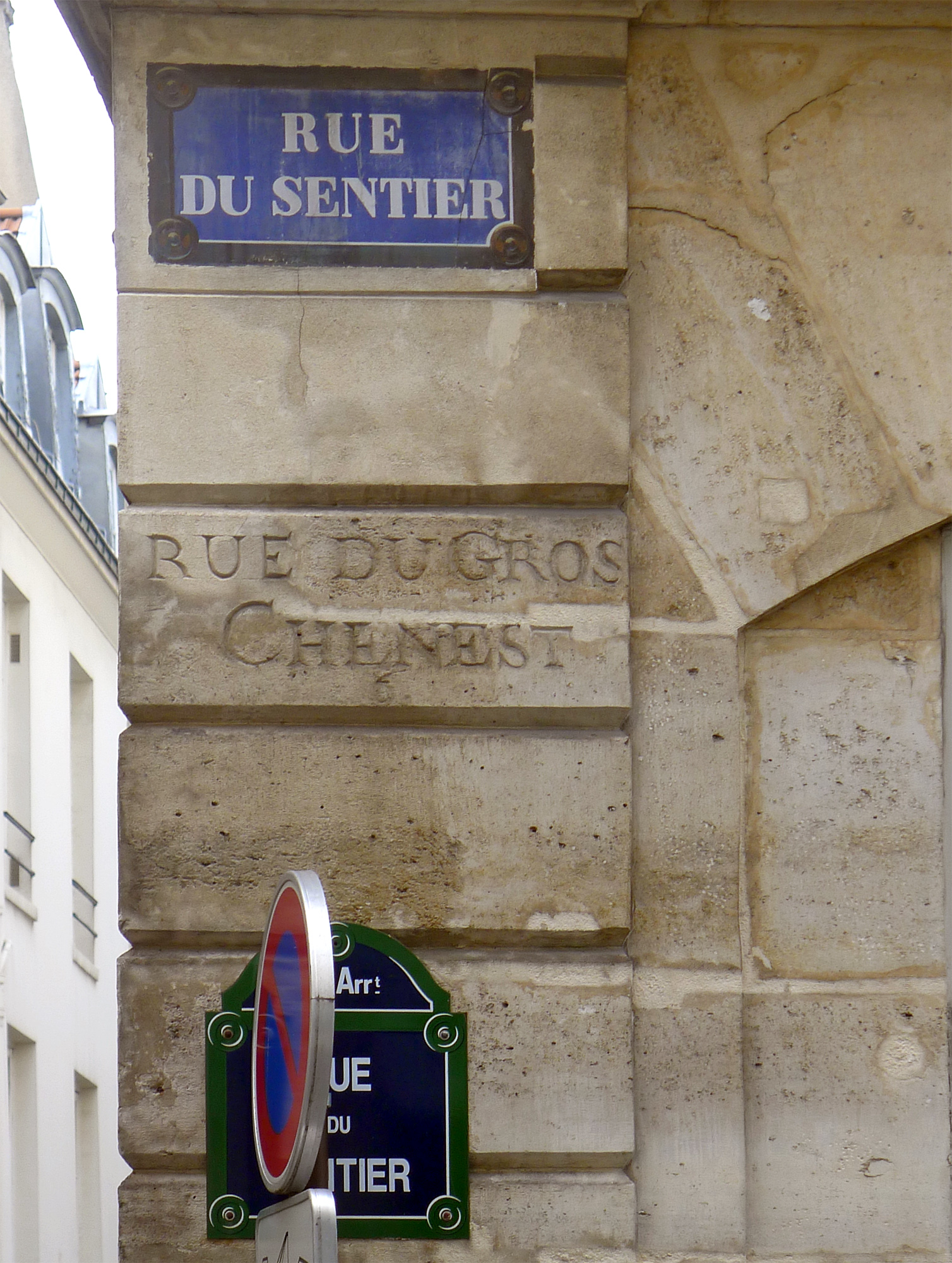
Ancien nom gravé (« rue du Gros Chenest »).

Cette rue résulte de la réunion de la « rue du Gros Chenet », ou « rue du Gros Chenest », et « rue du Sentier ». Elle comprend plusieurs hôtels particuliers.
Première partie comprise entre la rue de Cléry et celle des Jeûneurs :
- D'anciens plans, comme le plan de Gomboust de 1632, ne la distinguent point de la « rue du Sentier », dont elle forme le prolongement. Elle prend le nom de « rue du Gros-Chenet » en raison d'une enseigne placée sur une maison qui faisait l'angle de la rue Saint-Roch (depuis rue des Jeûneurs). Une décision ministérielle du 8 prairial an VII, signée François de Neufchâteau, fixe la moindre largeur de cette voie publique à 8 m. Cette moindre largeur est portée à 10 m, en vertu d'une ordonnance royale du 4 mai 1826. Conformément à une décision ministérielle du 28 août 1849, la « rue du Gros-Chenet » est réunie à la « rue du Sentier ».

Deuxième partie comprise entre la rue des Jeûneurs et le boulevard Poissonnière :
- Elle a remplacé dès le dix-septième siècle un sentier qui conduisait au rempart. Quelques plans la désignent sous le nom de « rue du Chantier »., d'autres ne la distinguent pas de la « rue du Gros-Chenet ». Une décision ministérielle du 8 prairial an VII, signée François de Neufchâteau, fixe la moindre largeur de cette voie publique à 8 m. En vertu d'une ordonnance royale du 4 mai 1826, cette largeur est portée à 10 m.

Depuis les années 1990, cette rue qui abrite encore des grossistes en vêtements, s'est développée dans les activités des médias, de la communication et d'Internet. Son nom a fait la une des journaux dans ces mêmes années 1990 à la suite de l'affaire du Sentier II, qui concerne des faits d'escroquerie et de blanchiment d'argent.

## Bâtiments remarquables et lieux de mémoire

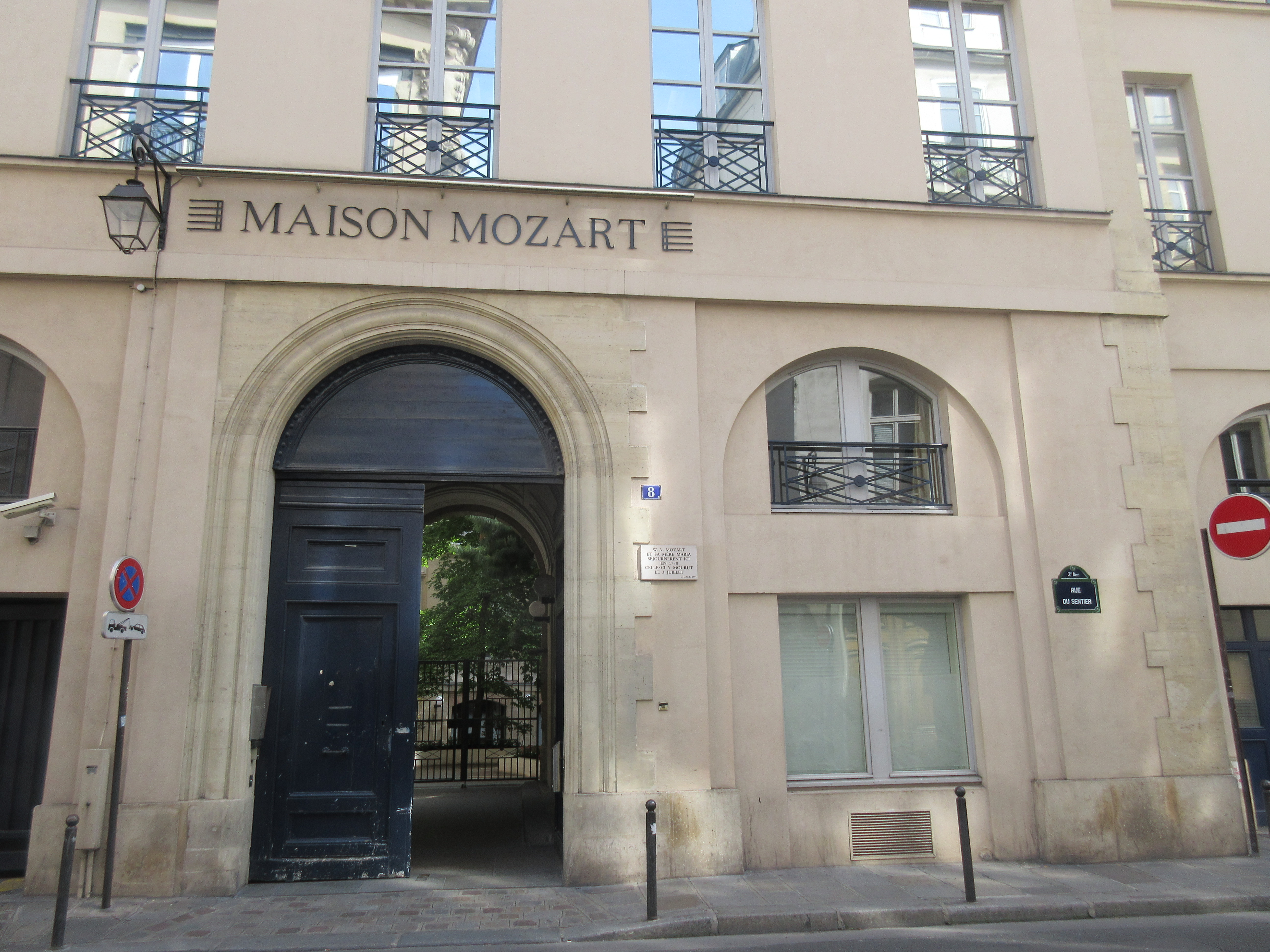
Maison Mozart 8 rue du Sentier 75002 Paris.

- Jean-Jacques Bel est mort le 15 août 1738 dans sa résidence « rue du Gros-Chenet ».
- Nos 4-8 : hôtel Lebrun, construit de 1784 à 1785 par l'architecte Jean-Arnaud Raymond (1739-1811) en même temps qu'il agrandit l'ancien hôtel Lubert, rue de Cléry pour le compte des époux Élisabeth Vigée-Lebrun (1755-1842) peintre et Jean-Baptiste Pierre Lebrun (1748-1813), marchand de tableaux , divorcé en 1794, lui est ruiné et vend le 14 janvier 1807, à son ex-femme l'ensemble des deux hôtels et la galerie qui est encore active en 1826. Son architecture dans une forme ronde est inspirée de l'œuvre de l'architecte italien Palladio. La façade forme un demi-cercle qui a été conservée et que vous pourrez voir si vous rentrez par le porche du numéro 8. Ce sont aujourd'hui en 2023 des bureaux[2] , [3] , [4].
- No 5 : dans Le Bal de Sceaux (Honoré de Balzac), le héros, Maximilien de Longueville, y habite.
- No 8 : hôtel Lebrun, Wolfgang Amadeus Mozart et sa mère Maria y séjournèrent en 1778. À l'époque, il s'appelait l'Auberge des Quatre-Fils-Aymon[5]. Celle-ci y décède le 3 juillet. L'actuelle maison  remplace celle du séjour de 1778. Il y avait en 1904, et toujours active en 1918 à cette adresse l' Imprimerie des Arts et Manufactures, de M. Barnagaud, qui imprime le Bulletin du syndicat des journalistes[6].
- Nos 30-32 : ancien hôtel Rivié, puis hôtel de Meslay, appartenant à Jérôme-Pélagie Masson de Meslay, vers 1780 (inscrit au monument historique en 2001 )[7],[8].
- No 39 : ancien emplacement d'une synagogue des juifs séfarades (1851), puis rue Lamartine[9].

## Non localisé
- Dans cette rue habita François Fontaine de Cramayel (Paris, 1714 – 24 avril 1779), fermier général de 1747 à 1771[10]

## Pour approfondir